# Ipanema (Minas Gerais)
Ipanema, amtlich portugiesisch Município de Ipanema, ist eine Stadt im brasilianischen Bundesstaat  Minas Gerais (Região Sudeste). 2010 lebten 18.170 Einwohner auf einer Fläche von 459 km². Zum 1. Juli 2016 wurde die Bevölkerung auf 19.603 Einwohner geschätzt, die Ipanemenser genannt werden. Die Entfernung zur Hauptstadt Belo Horizonte beträgt rund 350 km.

## Geschichte
Das Territorium der heutigen Stadt war ursprüngliches Siedlungsgebiet der Botokuden (Aimorés) in Minas Gerais. Nach Beginn von Landwirtschaft und Viehzucht in der Mitte des 19. Jahrhunderts hatte sich eine die kleine Siedlung Rio José Pedro gebildet. 1873 wurde die erste Kapelle erbaut. Das Gebiet unterstand zunächst Caratinga, dann ab 11. März 1891 Manhuaçu (Manhuassu). Die Vila do Rio José Pedro wurde am 30. August 1911 zum selbstverwaltenden Município do Rio José Pedro und aus Manhuaçu ausgegliedert, nach den notwendigen Wahlen zu den Organen in Kraft getreten am 7. September 1912. Der Ort erfuhr mehrere Verwaltungsänderungen, im Jahr 1923 wurde Rio José Pedro in Município de José Pedro umbenannt und erhielt am 20. September 1928 den heutigen Namen Ipanema.
Die Stadt liegt in der Mikroregion Aimorés und Mesoregion Vale do Rio Doce. Sie grenzt an die Gemeinden Conceição de Ipanema, Caratinga, Pocrane, Taparuba, Simonésia und Inhapim.